# Proseniella operosa
Proseniella operosa är en fjärilsart som beskrevs av Köhler 1955. Proseniella operosa ingår i släktet Proseniella och familjen nattflyn. Inga underarter finns listade i Catalogue of Life.